# 정광진 (1937년)
정광진(丁廣鎭, 1937년 11월 12일~2023년 5월 19일)은 대한민국의 변호사이자 삼윤장학재단 이사장을 맡았다.
서울대학교 법과대학 졸업한 뒤, 1963년 제1회 사법시험에 합격하였다. 1965년부터 판사로 재직하였으며, 1978년 변호사 개업을 하였다. 자녀 중 세 딸이 1995년 삼풍백화점 붕괴 사고로 목숨을 잃었다. 사고 이후에는 "삼윤이" 이름에서 따왔고, 사고에 대한 보상금 7억원에 사재를 보태어 13억원의 기금으로 삼윤(三允)장학재단을 설립했으며, 윤민이가 교사로 재직했던 서울맹학교에서 이 재단을 기증하였다.
2023년 5월 19일 폐렴 증상 악화로 사망하였다.

## 가족 관계
- 배우자: 이정희(1940년~)
  - 장녀: 정윤민(1966년~1995년 6월 29일)
  - 차녀: 정유정(1967년~1995년 6월 29일)
    - 사위 - 영화감독 지망생
      - 외손자: 윤상원(1994년~)

  - 삼녀: 정윤경(1970년~1995년 6월 29일)
  - 사녀: 정윤성(1974년~)